# Mame Biram Diouf
Mame Biram Diouf (Dakar, Senegal, 16 de desembre de 1987) és un futbolista senegalès que juga de davanter a l'Stoke City de la Premier League anglesa. És internacional amb la selecció del Senegal.

## Trajectòria
Diouf va començar la seva carrera professional el 2006 al Diaraf de la lliga senegalesa. L'any següent, el 2007, va fitxar pel Molde FK de la lliga noruega. El 2009 va fer el gran salt en la seva carrera fitxant pel Manchester United FC de la Premier League anglesa, tot i que només va jugar-hi 5 partits, marcant 1 gol. El mateix any 2009 el club anglès el va cedir al seu club de procedència, el Molde FK, i l'any següent al Blackburn Rovers anglès. El 2012 va fitxar pel Hannover 96 de la Bundesliga alemanya. Dos anys més tard, el 2014, va fitxar per l'Stoke City de la Premier League anglesa.
Diouf va debutar amb la selecció del Senegal el 12 d'agost de 2009 en un partit amistós contra la selecció del Congo. Va disputar amb la selecció la Copa d'Àfrica de Nacions 2015 i la de 2017 i la Copa del Món de 2018.

## Palmarès
Manchester United FC
- Copa de la lliga anglesa: 2009-10